# Puchenstuben
Puchenstuben est une commune autrichienne du district de Scheibbs en Basse-Autriche.